# Ляпіс Михайло Олександрович
Ляпіс Михайло Олександрович (13.01.1947, м. Кишинів, нині Молдова - 29.04.2005, м. Тернопіль, Україна) — український хірург та науковець.

## Життєпис
У 1964 році закінчив середню школу №4 у місті Тернопіль. У 1970 році закінчив Тернопільський медичний інститут (нині Тернопільський національний медичний університет імені І. Я. Горбачевського).
У 1970–1971 роках працював хірургом вузлової лікарні станції Верещагіно Свердловської залізниці (нині РФ).
У 1971–1976 роках — хірург Тернопільської районної лікарні.
У 1976–1979 роках — хірург-онколог Тернопільського обласного онкодиспансеру.
З 1979 року  асистент, доцент, професор кафедри загальної хірургії в Тернопільському медичному інституті.
У 1998–2005 роках — завідувач кафедри загальної хірургії.
До 2005 року очолював кафедру травматології та ортопедії, котра функціонувала у складі кафедри загальної хірургії.

## Наукова діяльність
Вивчав проблеми онкохірургії, онкогенетики, онкоімунології.  Розробив методи діагностики та лікування анаеробної інфекції у хворих на цукровий діабет, а також методи лікування хірургічної інфекції.
Запатентував 8 винаходів.
Автор понад 80 наукових і навчально-методичних праць.

## Звання та нагороди
- Доктор медичних наук (1991)
- Професор (1992)
- Академік Академії наук національного прогресу (1992)
- Академік Академії інтегративної антропології (2002)

## Основні праці
- Лечение неклостридиальной анаэробной инфекции у больных сахарным диабетом в изолированной управляемой абактериальной среде // ВХ. 1987. № 7;

- Скорость регионального кровотока как фактор прогноза в лечении гнойно-некротических поражений стопы при сахарном диабете // ВХ. 1989. № 7;

- Диагностика и лечение гнойно-воспалительных заболеваний мягких тканей у больных сахарным диабетом // Хирургия. 1991. № 11;

- Методика обстеження хірургічного хворого: Навч. посіб. Т., 2000;

- Синдром стопи діабетика. Т., 2001 (усі — співавт.)[3]

## Цитати
- Мені пощастило навчатися в професора Михайла Олександровича Ляпіса, світла йому пам’ять. Практичні заняття Михайло Олександрович зазвичай проводив у лікарні, біля ліжка хворого. Був вимогливим, жодних поблажок нікому не давав, з талантом справжнього педагога, заохочуючи студентів до навчання.[4]